# Hozier/Auszeichnungen für Musikverkäufe

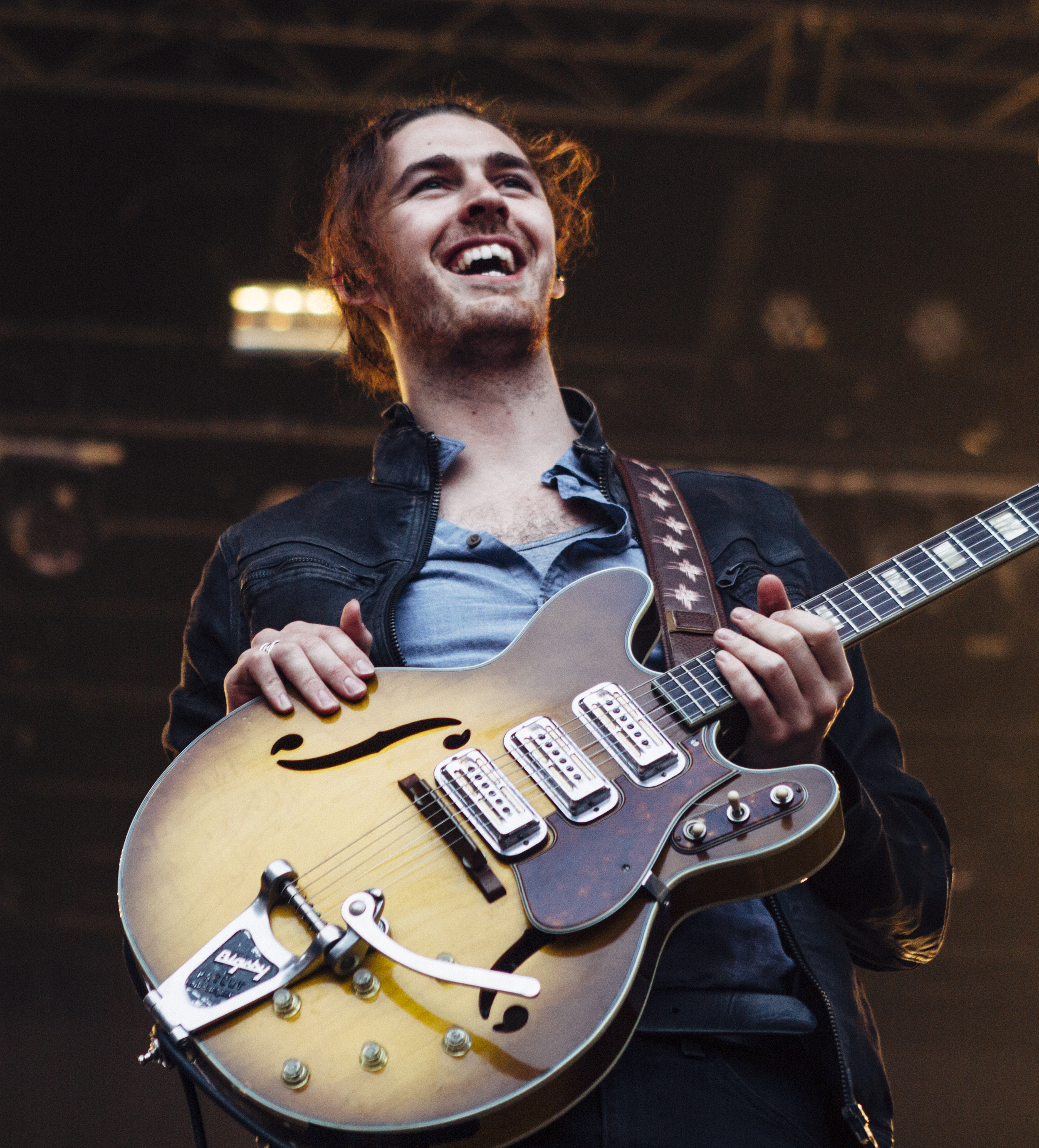
Hozier (2015)

Dies ist eine Übersicht über die Auszeichnungen für Musikverkäufe des irischen Folkrockmusikers Hozier. Die Auszeichnungen finden sich nach ihrer Art (Gold, Platin usw.), nach Staaten getrennt in chronologischer Reihenfolge, geordnet sowie nach den Tonträgern selbst, ebenfalls in chronologischer Reihenfolge, getrennt nach Medium (Alben, Singles usw.), wieder.

## Auszeichnungen
| - Vereinigtes Königreich - 2021: für die Single Angel of Small Death & the Codeine Scene - 2022: für die Single Tell It to My Heart - 2023: für die Single Movement - 2024: für das Lied Would That I - 2024: für die Single Eat Your Young - 2025: für das Lied Arsonist’s Lullabye - 2025: für die Single Shrike - 2025: für das Lied Do I Wanna Know? - Australien - 2019: für die Single From Eden - Brasilien - 2016: für das Album Hozier - 2024: für die Single Work Song - 2024: für die Single Almost (Sweet Music) - 2024: für die Single Cherry Wine - 2024: für die Single From Eden - 2024: für die Single Shrike - 2024: für die Single Someone New - 2024: für das Album Wasteland, Baby! - Dänemark - 2023: für die Single Someone New - 2024: für das Album Wasteland, Baby! - 2024: für die Single Work Song - 2025: für das Album Unreal Unearth - Deutschland - 2015: für das Album Hozier - 2024: für die Single Too Sweet - Italien - 2019: für die Single Someone New - 2024: für die Single Too Sweet - Kanada - 2021: für die Single Angel of Small Death & the Codeine Scene - 2021: für das Lied To Be Alone - 2024: für die Single Nina Cried Power - 2024: für das Lied Wasteland, Baby! - Mexiko - 2015: für die Single Take Me to Church - Niederlande - 2024: für die Single Too Sweet - Polen - 2022: für die Single Tell It to My Heart - 2023: für das Album Wasteland, Baby! - 2024: für die Single Eat Your Young - Portugal - 2022: für die Single Tell It to My Heart - 2024: für das Album Hozier - Singapur - 2019: für das Album Hozier - Vereinigte Staaten - 2023: für das Lied Arsonist’s Lullabye - 2023: für das Lied To Be Alone - 2023: für die Single Shrike - 2024: für die Single Tell It to My Heart - 2024: für das Lied Wasteland, Baby! - 2024: für das Lied In a Week - 2025: für das Lied Unknown / Nth - 2025: für die Single Sedated - 2025: für die Single It Will Come Back - 2025: für das Lied Foreigner’s God - Vereinigtes Königreich - 2021: für die Single Like Real People Do - 2022: für die Single Cherry Wine - 2023: für das Album Wasteland, Baby! - 2024: für die Single Jackie and Wilson - 2024: für die Single Almost (Sweet Music) - 2024: für das Album Unreal Unearth - Zentralamerika - 2025: für die Single Too Sweet | - Australien - 2019: für die Single Someone New - Belgien - 2024: für die Single Too Sweet - Brasilien - 2024: für die Single Movement - Dänemark - 2014: für das Streaming Take Me to Church - 2024: für die Single Too Sweet - Frankreich - 2024: für das Album Hozier - Italien - 2024: für die Single Tell It to My Heart - 2025: für das Album Hozier - Kanada - 2021: für die Single Cherry Wine - 2021: für die Single From Eden - 2021: für die Single Jackie and Wilson - 2023: für die Single Tell It to My Heart - 2024: für das Album Wasteland, Baby! - 2024: für die Single Movement - 2024: für die Single Shrike - 2024: für das Lied Would That I - Neuseeland - 2020: für die Single Cherry Wine - 2023: für die Single From Eden - 2024: für das Album Unreal Unearth - 2024: für das Album Wasteland, Baby! - Niederlande - 2015: für das Album Hozier - Norwegen - 2016: für das Album Hozier - Österreich - 2015: für das Album Hozier - 2015: für die Single Take Me to Church - 2024: für die Single Too Sweet - Polen - 2024: für das Album Unreal Unearth - Schweden - 2015: für das Album Hozier - 2024: für die Single Too Sweet - Schweiz - 2015: für die Single Take Me to Church - 2024: für die Single Too Sweet - Spanien - 2025: für die Single Too Sweet - Vereinigte Staaten - 2023: für die Single Jackie and Wilson - 2024: für die Single Movement - 2024: für die Single Northern Attitude - 2024: für das Album Wasteland, Baby! - 2024: für das Lied Would That I - 2025: für das Album Unreal Unearth - 2025: für die Single Angel of Small Death & the Codeine Scene - 2025: für die Single Eat Your Young - Vereinigtes Königreich - 2024: für die Single Work Song - 2025: für die Single From Eden - 2025: für die Single Northern Attitude - Australien - 2021: für das Album Hozier - Griechenland - 2025: für die Single Too Sweet - Kanada - 2024: für die Single Almost (Sweet Music) - Neuseeland - 2024: für die Single Work Song - Polen - 2017: für das Album Hozier - Portugal - 2021: für die Single Take Me to Church - Vereinigte Staaten - 2024: für die Single Almost (Sweet Music) - 2025: für die Single Like Real People Do - 2025: für die Single Cherry Wine - 2025: für die Single From Eden - Vereinigtes Königreich - 2025: für die Single Someone New | - Belgien - 2016: für die Single Take Me to Church - Dänemark - 2024: für das Album Hozier - Irland - 2014: für das Album Hozier - Kanada - 2025: für die Single Like Real People Do - Neuseeland - 2024: für die Single Someone New - Niederlande - 2023: für die Single Take Me to Church - Polen - 2024: für die Single Too Sweet - Vereinigte Staaten - 2025: für die Single Someone New - Vereinigtes Königreich - 2024: für das Album Hozier - 2025: für die Single Too Sweet - Deutschland - 2023: für die Single Take Me to Church - Australien - 2024: für die Single Too Sweet - Kanada - 2025: für die Single Someone New - Portugal - 2025: für die Single Too Sweet - Spanien - 2024: für die Single Take Me to Church - Vereinigte Staaten - 2024: für die Single Too Sweet - 2025: für die Single Work Song - Dänemark - 2025: für die Single Take Me to Church - Kanada - 2025: für die Single Work Song - Neuseeland - 2025: für die Single Too Sweet - Vereinigte Staaten - 2025: für das Album Hozier - Neuseeland - 2024: für das Album Hozier - Italien - 2018: für die Single Take Me to Church - Kanada - 2025: für das Album Hozier - Norwegen - 2016: für die Single Take Me to Church - Vereinigtes Königreich - 2024: für die Single Take Me to Church - Neuseeland - 2024: für die Single Take Me to Church - Schweden - 2016: für die Single Take Me to Church - Vereinigte Staaten - 2025: für die Single Take Me to Church - Australien - 2024: für die Single Take Me to Church - Brasilien - 2024: für die Single Tell It to My Heart - Frankreich - 2017: für die Single Take Me to Church - 2025: für die Single Too Sweet - Kanada - 2019: für die Single Take Me to Church - Brasilien - 2024: für die Single Take Me to Church - 2025: für die Single Too Sweet |

## Auszeichnungen nach Alben

### Hozier
| Land/Region                  | Auszeichnungen für Musikverkäufe (Land/Region, Auszeichnung, Verkäufe) | Verkäufe  |
| ---------------------------- | ---------------------------------------------------------------------- | --------- |
| Australien (ARIA)            | 2× Platin                                                              | 140.000   |
| Brasilien (PMB)              | Gold                                                                   | 20.000    |
| Dänemark (IFPI)              | 3× Platin                                                              | 60.000    |
| Deutschland (BVMI)           | Gold                                                                   | 100.000   |
| Frankreich (SNEP)            | Platin                                                                 | 100.000   |
| Irland (IRMA)                | 3× Platin                                                              | 45.000    |
| Italien (FIMI)               | Platin                                                                 | 50.000    |
| Kanada (MC)                  | 7× Platin                                                              | 560.000   |
| Neuseeland (RMNZ)            | 6× Platin                                                              | 90.000    |
| Niederlande (NVPI)           | Platin                                                                 | 40.000    |
| Norwegen (IFPI)              | Platin                                                                 | 30.000    |
| Österreich (IFPI)            | Platin                                                                 | 15.000    |
| Polen (ZPAV)                 | 2× Platin                                                              | 40.000    |
| Portugal (AFP)               | Gold                                                                   | 3.500     |
| Schweden (IFPI)              | Platin                                                                 | 40.000    |
| Singapur (RIAS)              | Gold                                                                   | 5.000     |
| Vereinigte Staaten (RIAA)    | 5× Platin                                                              | 5.000.000 |
| Vereinigtes Königreich (BPI) | 3× Platin                                                              | 900.000   |
| Insgesamt                    | 4× Gold · 37× Platin ·                                                 | 7.238.500 |

### Wasteland, Baby!
| Land/Region                  | Auszeichnungen für Musikverkäufe (Land/Region, Auszeichnung, Verkäufe) | Verkäufe  |
| ---------------------------- | ---------------------------------------------------------------------- | --------- |
| Brasilien (PMB)              | Gold                                                                   | 20.000    |
| Dänemark (IFPI)              | Gold                                                                   | 10.000    |
| Kanada (MC)                  | Platin                                                                 | 80.000    |
| Neuseeland (RMNZ)            | Platin                                                                 | 15.000    |
| Polen (ZPAV)                 | Gold                                                                   | 10.000    |
| Vereinigte Staaten (RIAA)    | Platin                                                                 | 1.000.000 |
| Vereinigtes Königreich (BPI) | Gold                                                                   | 100.000   |
| Insgesamt                    | 4× Gold · 3× Platin ·                                                  | 1.235.000 |

### Unreal Unearth
| Land/Region                  | Auszeichnungen für Musikverkäufe (Land/Region, Auszeichnung, Verkäufe) | Verkäufe  |
| ---------------------------- | ---------------------------------------------------------------------- | --------- |
| Dänemark (IFPI)              | Gold                                                                   | 10.000    |
| Neuseeland (RMNZ)            | Platin                                                                 | 15.000    |
| Polen (ZPAV)                 | Platin                                                                 | 20.000    |
| Vereinigte Staaten (RIAA)    | Platin                                                                 | 1.000.000 |
| Vereinigtes Königreich (BPI) | Gold                                                                   | 100.000   |
| Insgesamt                    | 2× Gold · 3× Platin ·                                                  | 1.145.000 |

## Auszeichnungen nach Singles

### From Eden
| Land/Region                  | Auszeichnungen für Musikverkäufe (Land/Region, Auszeichnung, Verkäufe) | Verkäufe  |
| ---------------------------- | ---------------------------------------------------------------------- | --------- |
| Australien (ARIA)            | Gold                                                                   | 35.000    |
| Brasilien (PMB)              | Gold                                                                   | 30.000    |
| Kanada (MC)                  | Platin                                                                 | 80.000    |
| Neuseeland (RMNZ)            | Platin                                                                 | 30.000    |
| Vereinigte Staaten (RIAA)    | 2× Platin                                                              | 2.000.000 |
| Vereinigtes Königreich (BPI) | Platin                                                                 | 600.000   |
| Insgesamt                    | 2× Gold · 5× Platin ·                                                  | 2.775.000 |

### Take Me to Church
| Land/Region                  | Auszeichnungen für Musikverkäufe (Land/Region, Auszeichnung, Verkäufe) | Verkäufe   |
| ---------------------------- | ---------------------------------------------------------------------- | ---------- |
| Australien (ARIA)            | 18× Platin                                                             | 1.260.000  |
| Belgien (BRMA)               | 3× Platin                                                              | 90.000     |
| Brasilien (PMB)              | 2× Diamant                                                             | 500.000    |
| Dänemark (IFPI)              | 5× Platin                                                              | 450.000    |
| Deutschland (BVMI)           | 7× Gold                                                                | 1.050.000  |
| Frankreich (SNEP)            | Diamant                                                                | 365.000    |
| Italien (FIMI)               | 7× Platin                                                              | 350.000    |
| Kanada (MC)                  | Diamant                                                                | 800.000    |
| Mexiko (AMPROFON)            | Gold                                                                   | 30.000     |
| Neuseeland (RMNZ)            | 9× Platin                                                              | 270.000    |
| Niederlande (NVPI)           | 3× Platin                                                              | 240.000    |
| Norwegen (IFPI)              | 7× Platin                                                              | 280.000    |
| Österreich (IFPI)            | Platin                                                                 | 30.000     |
| Portugal (AFP)               | 2× Platin                                                              | 20.000     |
| Schweden (IFPI)              | 9× Platin                                                              | 360.000    |
| Schweiz (IFPI)               | Platin                                                                 | 30.000     |
| Spanien (Promusicae)         | 4× Platin                                                              | 240.000    |
| Vereinigte Staaten (RIAA)    | 15× Platin                                                             | 15.000.000 |
| Vereinigtes Königreich (BPI) | 7× Platin                                                              | 4.200.000  |
| Insgesamt                    | 2× Gold · 84× Platin · 5× Diamant ·                                    | 25.565.000 |

### Sedated
| Land/Region               | Auszeichnungen für Musikverkäufe (Land/Region, Auszeichnung, Verkäufe) | Verkäufe |
| ------------------------- | ---------------------------------------------------------------------- | -------- |
| Vereinigte Staaten (RIAA) | Gold                                                                   | 500.000  |
| Insgesamt                 | 1× Gold ·                                                              | 500.000  |

### Angel of Small Death & the Codeine Scene
| Land/Region                  | Auszeichnungen für Musikverkäufe (Land/Region, Auszeichnung, Verkäufe) | Verkäufe  |
| ---------------------------- | ---------------------------------------------------------------------- | --------- |
| Kanada (MC)                  | Gold                                                                   | 40.000    |
| Vereinigte Staaten (RIAA)    | Platin                                                                 | 1.000.000 |
| Vereinigtes Königreich (BPI) | Silber                                                                 | 200.000   |
| Insgesamt                    | 1× Silber · 1× Gold · 1× Platin ·                                      | 1.240.000 |

### Like Real People Do
| Land/Region                  | Auszeichnungen für Musikverkäufe (Land/Region, Auszeichnung, Verkäufe) | Verkäufe  |
| ---------------------------- | ---------------------------------------------------------------------- | --------- |
| Kanada (MC)                  | 3× Platin                                                              | 240.000   |
| Vereinigte Staaten (RIAA)    | 2× Platin                                                              | 2.000.000 |
| Vereinigtes Königreich (BPI) | Gold                                                                   | 400.000   |
| Insgesamt                    | 1× Gold · 5× Platin ·                                                  | 2.640.000 |

### Work Song
| Land/Region                  | Auszeichnungen für Musikverkäufe (Land/Region, Auszeichnung, Verkäufe) | Verkäufe  |
| ---------------------------- | ---------------------------------------------------------------------- | --------- |
| Brasilien (PMB)              | Gold                                                                   | 30.000    |
| Dänemark (IFPI)              | Gold                                                                   | 45.000    |
| Kanada (MC)                  | 5× Platin                                                              | 400.000   |
| Neuseeland (RMNZ)            | 2× Platin                                                              | 60.000    |
| Vereinigte Staaten (RIAA)    | 4× Platin                                                              | 4.000.000 |
| Vereinigtes Königreich (BPI) | Platin                                                                 | 600.000   |
| Insgesamt                    | 2× Gold · 12× Platin ·                                                 | 5.135.000 |

### It Will Come Back
| Land/Region               | Auszeichnungen für Musikverkäufe (Land/Region, Auszeichnung, Verkäufe) | Verkäufe |
| ------------------------- | ---------------------------------------------------------------------- | -------- |
| Vereinigte Staaten (RIAA) | Gold                                                                   | 500.000  |
| Insgesamt                 | 1× Gold ·                                                              | 500.000  |

### Someone New
| Land/Region                  | Auszeichnungen für Musikverkäufe (Land/Region, Auszeichnung, Verkäufe) | Verkäufe  |
| ---------------------------- | ---------------------------------------------------------------------- | --------- |
| Australien (ARIA)            | Platin                                                                 | 70.000    |
| Brasilien (PMB)              | Gold                                                                   | 30.000    |
| Dänemark (IFPI)              | Gold                                                                   | 45.000    |
| Italien (FIMI)               | Gold                                                                   | 25.000    |
| Kanada (MC)                  | 4× Platin                                                              | 320.000   |
| Neuseeland (RMNZ)            | 3× Platin                                                              | 90.000    |
| Vereinigte Staaten (RIAA)    | 3× Platin                                                              | 3.000.000 |
| Vereinigtes Königreich (BPI) | 2× Platin                                                              | 1.200.000 |
| Insgesamt                    | 3× Gold · 13× Platin ·                                                 | 4.780.000 |

### Jackie and Wilson
| Land/Region                  | Auszeichnungen für Musikverkäufe (Land/Region, Auszeichnung, Verkäufe) | Verkäufe  |
| ---------------------------- | ---------------------------------------------------------------------- | --------- |
| Kanada (MC)                  | Platin                                                                 | 80.000    |
| Vereinigte Staaten (RIAA)    | Platin                                                                 | 1.000.000 |
| Vereinigtes Königreich (BPI) | Gold                                                                   | 400.000   |
| Insgesamt                    | 1× Gold · 2× Platin ·                                                  | 1.480.000 |

### Cherry Wine
| Land/Region                  | Auszeichnungen für Musikverkäufe (Land/Region, Auszeichnung, Verkäufe) | Verkäufe  |
| ---------------------------- | ---------------------------------------------------------------------- | --------- |
| Brasilien (PMB)              | Gold                                                                   | 30.000    |
| Kanada (MC)                  | Platin                                                                 | 80.000    |
| Neuseeland (RMNZ)            | Platin                                                                 | 30.000    |
| Vereinigte Staaten (RIAA)    | 2× Platin                                                              | 2.000.000 |
| Vereinigtes Königreich (BPI) | Gold                                                                   | 400.000   |
| Insgesamt                    | 2× Gold · 4× Platin ·                                                  | 2.540.000 |

### In a Week
| Land/Region               | Auszeichnungen für Musikverkäufe (Land/Region, Auszeichnung, Verkäufe) | Verkäufe |
| ------------------------- | ---------------------------------------------------------------------- | -------- |
| Vereinigte Staaten (RIAA) | Gold                                                                   | 500.000  |
| Insgesamt                 | 1× Gold ·                                                              | 500.000  |

### Nina Cried Power
| Land/Region | Auszeichnungen für Musikverkäufe (Land/Region, Auszeichnung, Verkäufe) | Verkäufe |
| ----------- | ---------------------------------------------------------------------- | -------- |
| Kanada (MC) | Gold                                                                   | 40.000   |
| Insgesamt   | 1× Gold ·                                                              | 40.000   |

### Shrike
| Land/Region                  | Auszeichnungen für Musikverkäufe (Land/Region, Auszeichnung, Verkäufe) | Verkäufe |
| ---------------------------- | ---------------------------------------------------------------------- | -------- |
| Brasilien (PMB)              | Gold                                                                   | 20.000   |
| Kanada (MC)                  | Platin                                                                 | 80.000   |
| Vereinigte Staaten (RIAA)    | Gold                                                                   | 500.000  |
| Vereinigtes Königreich (BPI) | Silber                                                                 | 200.000  |
| Insgesamt                    | 1× Silber · 2× Gold · 1× Platin ·                                      | 800.000  |

### Movement
| Land/Region                  | Auszeichnungen für Musikverkäufe (Land/Region, Auszeichnung, Verkäufe) | Verkäufe  |
| ---------------------------- | ---------------------------------------------------------------------- | --------- |
| Brasilien (PMB)              | Platin                                                                 | 40.000    |
| Kanada (MC)                  | Platin                                                                 | 80.000    |
| Vereinigte Staaten (RIAA)    | Platin                                                                 | 1.000.000 |
| Vereinigtes Königreich (BPI) | Silber                                                                 | 200.000   |
| Insgesamt                    | 1× Silber · 3× Platin ·                                                | 1.320.000 |

### Almost (Sweet Music)
| Land/Region                  | Auszeichnungen für Musikverkäufe (Land/Region, Auszeichnung, Verkäufe) | Verkäufe  |
| ---------------------------- | ---------------------------------------------------------------------- | --------- |
| Brasilien (PMB)              | Gold                                                                   | 20.000    |
| Kanada (MC)                  | 2× Platin                                                              | 160.000   |
| Vereinigte Staaten (RIAA)    | 2× Platin                                                              | 2.000.000 |
| Vereinigtes Königreich (BPI) | Gold                                                                   | 400.000   |
| Insgesamt                    | 2× Gold · 4× Platin ·                                                  | 2.580.000 |

### Tell It to My Heart
| Land/Region                  | Auszeichnungen für Musikverkäufe (Land/Region, Auszeichnung, Verkäufe) | Verkäufe  |
| ---------------------------- | ---------------------------------------------------------------------- | --------- |
| Brasilien (PMB)              | Diamant                                                                | 160.000   |
| Italien (FIMI)               | Platin                                                                 | 100.000   |
| Kanada (MC)                  | Platin                                                                 | 80.000    |
| Polen (ZPAV)                 | Gold                                                                   | 25.000    |
| Portugal (AFP)               | Gold                                                                   | 5.000     |
| Vereinigte Staaten (RIAA)    | Gold                                                                   | 500.000   |
| Vereinigtes Königreich (BPI) | Silber                                                                 | 200.000   |
| Insgesamt                    | 1× Silber · 3× Gold · 2× Platin · 1× Diamant ·                         | 1.070.000 |

### Eat Your Young
| Land/Region                  | Auszeichnungen für Musikverkäufe (Land/Region, Auszeichnung, Verkäufe) | Verkäufe  |
| ---------------------------- | ---------------------------------------------------------------------- | --------- |
| Polen (ZPAV)                 | Gold                                                                   | 25.000    |
| Vereinigte Staaten (RIAA)    | Platin                                                                 | 1.000.000 |
| Vereinigtes Königreich (BPI) | Silber                                                                 | 200.000   |
| Insgesamt                    | 1× Silber · 1× Gold · 1× Platin ·                                      | 1.225.000 |

### Unknown / Nth
| Land/Region               | Auszeichnungen für Musikverkäufe (Land/Region, Auszeichnung, Verkäufe) | Verkäufe |
| ------------------------- | ---------------------------------------------------------------------- | -------- |
| Vereinigte Staaten (RIAA) | Gold                                                                   | 500.000  |
| Insgesamt                 | 1× Gold ·                                                              | 500.000  |

### Northern Attitude
| Land/Region                  | Auszeichnungen für Musikverkäufe (Land/Region, Auszeichnung, Verkäufe) | Verkäufe  |
| ---------------------------- | ---------------------------------------------------------------------- | --------- |
| Vereinigte Staaten (RIAA)    | Platin                                                                 | 1.000.000 |
| Vereinigtes Königreich (BPI) | Platin                                                                 | 600.000   |
| Insgesamt                    | 2× Platin ·                                                            | 1.600.000 |

### Too Sweet
| Land/Region                  | Auszeichnungen für Musikverkäufe (Land/Region, Auszeichnung, Verkäufe) | Verkäufe  |
| ---------------------------- | ---------------------------------------------------------------------- | --------- |
| Australien (ARIA)            | 4× Platin                                                              | 280.000   |
| Belgien (BRMA)               | Platin                                                                 | 40.000    |
| Brasilien (PMB)              | 2× Diamant                                                             | 320.000   |
| Dänemark (IFPI)              | Platin                                                                 | 90.000    |
| Deutschland (BVMI)           | Gold                                                                   | 300.000   |
| Frankreich (SNEP)            | Diamant                                                                | 333.333   |
| Griechenland (IFPI)          | 2× Platin                                                              | 40.000    |
| Italien (FIMI)               | Gold                                                                   | 50.000    |
| Neuseeland (RMNZ)            | 5× Platin                                                              | 150.000   |
| Niederlande (NVPI)           | Gold                                                                   | 45.000    |
| Österreich (IFPI)            | Platin                                                                 | 30.000    |
| Polen (ZPAV)                 | 3× Platin                                                              | 150.000   |
| Portugal (AFP)               | 4× Platin                                                              | 40.000    |
| Schweden (IFPI)              | Platin                                                                 | 120.000   |
| Schweiz (IFPI)               | Platin                                                                 | 30.000    |
| Spanien (Promusicae)         | Platin                                                                 | 60.000    |
| Vereinigte Staaten (RIAA)    | 4× Platin                                                              | 4.000.000 |
| Vereinigtes Königreich (BPI) | 3× Platin                                                              | 1.800.000 |
| Zentralamerika (CFC)         | Gold                                                                   | 35.000    |
| Insgesamt                    | 4× Gold · 31× Platin · 3× Diamant ·                                    | 7.913.333 |

## Auszeichnungen nach Liedern

### To Be Alone
| Land/Region               | Auszeichnungen für Musikverkäufe (Land/Region, Auszeichnung, Verkäufe) | Verkäufe |
| ------------------------- | ---------------------------------------------------------------------- | -------- |
| Kanada (MC)               | Gold                                                                   | 40.000   |
| Vereinigte Staaten (RIAA) | Gold                                                                   | 500.000  |
| Insgesamt                 | 2× Gold ·                                                              | 540.000  |

### Arsonist’s Lullabye
| Land/Region                  | Auszeichnungen für Musikverkäufe (Land/Region, Auszeichnung, Verkäufe) | Verkäufe |
| ---------------------------- | ---------------------------------------------------------------------- | -------- |
| Vereinigte Staaten (RIAA)    | Gold                                                                   | 500.000  |
| Vereinigtes Königreich (BPI) | Silber                                                                 | 200.000  |
| Insgesamt                    | 1× Silber · 1× Gold ·                                                  | 700.000  |

### Foreigner’s God
| Land/Region               | Auszeichnungen für Musikverkäufe (Land/Region, Auszeichnung, Verkäufe) | Verkäufe |
| ------------------------- | ---------------------------------------------------------------------- | -------- |
| Vereinigte Staaten (RIAA) | Gold                                                                   | 500.000  |
| Insgesamt                 | 1× Gold ·                                                              | 500.000  |

### Would That I
| Land/Region                  | Auszeichnungen für Musikverkäufe (Land/Region, Auszeichnung, Verkäufe) | Verkäufe  |
| ---------------------------- | ---------------------------------------------------------------------- | --------- |
| Kanada (MC)                  | Platin                                                                 | 80.000    |
| Vereinigte Staaten (RIAA)    | Platin                                                                 | 1.000.000 |
| Vereinigtes Königreich (BPI) | Silber                                                                 | 200.000   |
| Insgesamt                    | 1× Silber · 2× Platin ·                                                | 1.280.000 |

### Wasteland, Baby!
| Land/Region               | Auszeichnungen für Musikverkäufe (Land/Region, Auszeichnung, Verkäufe) | Verkäufe |
| ------------------------- | ---------------------------------------------------------------------- | -------- |
| Vereinigte Staaten (RIAA) | Gold                                                                   | 500.000  |
| Insgesamt                 | 1× Gold ·                                                              | 500.000  |

### Do I Wanna Know?
| Land/Region                  | Auszeichnungen für Musikverkäufe (Land/Region, Auszeichnung, Verkäufe) | Verkäufe |
| ---------------------------- | ---------------------------------------------------------------------- | -------- |
| Vereinigtes Königreich (BPI) | Silber                                                                 | 200.000  |
| Insgesamt                    | 1× Silber ·                                                            | 200.000  |

## Auszeichnungen nach Musikstreaming

### Take Me to Church
| Land/Region     | Auszeichnungen für Musikverkäufe (Land/Region, Auszeichnung, Verkäufe) | Verkäufe  |
| --------------- | ---------------------------------------------------------------------- | --------- |
| Dänemark (IFPI) | Platin                                                                 | 2.600.000 |
| Insgesamt       | 1× Platin ·                                                            | 2.600.000 |

## Statistik und Quellen
| Land/RegionAuszeichnungen für Musikverkäufe (Land/Region, Auszeichnungen, Verkäufe, Quellen) | Silber     | Gold       | Platin         | Diamant     | Verkäufe   | Quellen              |
| -------------------------------------------------------------------------------------------- | ---------- | ---------- | -------------- | ----------- | ---------- | -------------------- |
| Australien (ARIA)                                                                            | —          | Gold1      | 25× Platin25   | —           | 1.685.000  | aria.com.au          |
| Belgien (BRMA)                                                                               | —          | —          | 4× Platin4     | —           | 130.000    | ultratop.be          |
| Brasilien (PMB)                                                                              | —          | 8× Gold8   | Platin1        | 5× Diamant5 | 1.220.000  | pro-musicabr.org.br  |
| Dänemark (IFPI)                                                                              | —          | 4× Gold4   | 10× Platin10   | —           | 710.000    | ifpi.dk              |
| Deutschland (BVMI)                                                                           | —          | 3× Gold3   | 3× Platin3     | —           | 1.450.000  | musikindustrie.de    |
| Frankreich (SNEP)                                                                            | —          | —          | Platin1        | 2× Diamant2 | 798.333    | snepmusique.com      |
| Griechenland (IFPI)                                                                          | —          | —          | 2× Platin2     | —           | 40.000     | Einzelnachweise      |
| Irland (IRMA)                                                                                | —          | —          | 3× Platin3     | —           | 45.000     | Einzelnachweise      |
| Italien (FIMI)                                                                               | —          | 2× Gold2   | 9× Platin9     | —           | 575.000    | fimi.it              |
| Kanada (MC)                                                                                  | —          | 4× Gold4   | 29× Platin29   | Diamant1    | 3.280.000  | musiccanada.com      |
| Mexiko (AMPROFON)                                                                            | —          | Gold1      | —              | —           | 30.000     | amprofon.com.mx      |
| Neuseeland (RMNZ)                                                                            | —          | —          | 29× Platin29   | —           | 750.000    | radioscope.co.nz NZ2 |
| Niederlande (NVPI)                                                                           | —          | Gold1      | 4× Platin4     | —           | 325.000    | nvpi.nl              |
| Norwegen (IFPI)                                                                              | —          | —          | 8× Platin8     | —           | 310.000    | ifpi.no              |
| Österreich (IFPI)                                                                            | —          | —          | 3× Platin3     | —           | 75.000     | ifpi.at              |
| Polen (ZPAV)                                                                                 | —          | 3× Gold3   | 6× Platin6     | —           | 270.000    | olis.pl              |
| Portugal (AFP)                                                                               | —          | 3× Gold3   | 6× Platin6     | —           | 73.500     | Einzelnachweise      |
| Schweden (IFPI)                                                                              | —          | —          | 11× Platin11   | —           | 520.000    | sverigetopplistan.se |
| Schweiz (IFPI)                                                                               | —          | —          | 2× Platin2     | —           | 60.000     | hitparade.ch         |
| Singapur (RIAS)                                                                              | —          | Gold1      | —              | —           | 5.000      | rias.org.sg          |
| Spanien (Promusicae)                                                                         | —          | —          | 5× Platin5     | —           | 300.000    | elportaldemusica.es  |
| Vereinigte Staaten (RIAA)                                                                    | —          | 10× Gold10 | 37× Platin37   | Diamant1    | 52.000.000 | riaa.com             |
| Vereinigtes Königreich (BPI)                                                                 | 8× Silber8 | 6× Gold6   | 18× Platin18   | —           | 13.300.000 | bpi.co.uk            |
| Zentralamerika (CFC)                                                                         | —          | Gold1      | —              | —           | 35.000     | cfc-musica.com       |
| Insgesamt                                                                                    | 8× Silber8 | 48× Gold48 | 216× Platin216 | 9× Diamant9 |            |                      |